# Dehiwala-Mount Lavinia
Dehiwala-Mount Lavinia (syng. දෙහිවල-ගල්කිස්ස, tamil. தெஹிவளை-கல்கிசை) – miasto, leżące na południe od Kolombo – największego miasta Sri Lanki. Miasto jest efektem intensywnej urbanizacji, jaka zaszła w ostatnich latach. Populacja wynosiła 245 974 mieszkańców (dane z 2012). Drugie co do wielkości miasto kraju.
Znajduje się tu Narodowy Ogród Zoologiczny, który jest jednym z największych w Azji. Dehiwela i Mount Lavinia leżą wzdłuż tak zwanej Galle Road Artery, która biegnie wzdłuż wybrzeża.

## Struktura demograficzna
- mniejszości etniczne:

1. Syngalezi – 158.070 (75.35%)
2. Tamilowie – 22.737 (10.84%)
3. Indyjscy Tamilowie – 2.060 (0.98%)
4. Inni – 6.563 (3.13%)

- łącznie ludność – 209.787 (100%)